# Сохаг (аеропорт)
Міжнародний аеропорт Сохаг (араб. مطار سوهاج الدولي; (IATA: HMB, ICAO: HESG)) — аеропорт, що обслуговує Сохаг, Єгипет. Розташований за 25 км на південь від міста.
Офіційно відкрито колишнім Президентом Єгипту Хосні Мубараком 25 травня 2010.
Вартість проекту склала близько 80 мільйонів доларів.
Аеропорт може приймати Airbus A320 та Boeing 737.

## Авіалінії та напрямки
| Авіакомпанія                       | Пункт призначення                             |
| ---------------------------------- | --------------------------------------------- |
| Air Arabia                         | Шарджа                                        |
| Air Cairo                          | Амман, Бурайда, Доха, Джидда, Кувейт, Ер-Ріяд |
| Air Go                             | Кувейт                                        |
| AMC Airlines                       | Джидда                                        |
| Demavia Airlines                   | Кувейт                                        |
| EgyptAir оператор EgyptAir Express | Каїр                                          |
| FlyEgypt                           | Абу-Дабі, Амман Кувейт                        |
| Jazeera Airways                    | Кувейт                                        |
| Nas Air                            | Джидда, Ер-Ріяд                               |